# Novaluron
Novaluron ist ein Insektizid aus der Gruppe der Benzoylharnstoffe, der als Chitinsynthesehemmer wirkt.
Der Wirkstoff wurde von Makhteshim-Agan Industries Ltd. entwickelt. In den Vereinigten Staaten wurde er bei Nutzpflanzen wie Äpfeln, Kartoffeln, Kohlgewächsen, Zierpflanzen und Baumwolle eingesetzt. In Europa ist es nicht zugelassen.